# 脑航员2
《脑航员2》（官方译为）是由Double Fine开发的平台游戏，由Xbox游戏工作室发行。该游戏在2015年游戏大奖颁奖典礼上宣布製作，并于2021年8月25日推出，支援平台包括Microsoft Windows、PlayStation 4、Xbox One和Xbox Series X/S，2022年5月24日推出macOS和Linux版本。
《脑航员2》推出以來頗獲好評，大部份評論認為水平可媲美初作。遊戲在平台設計、關卡設計、美術、故事及風格獲得好評，而批評多針對玩法及首領對決。
与初代《脑航员》一样，玩家控制着年輕杂技演员「莱兹」接受訓練成为超級間諜，利用特異能力来對付敵人。《脑航员2》的故事發生在VR游戏《脑航员：菱形废墟》之後，這些超級間諜們试图組織內的內鬼，並揭开组织成立和莱兹家族历史的谜团。为揭开谜团，莱兹进入不同人物的腦袋以查找线索。在这些朋友和敵人的腦中，莱兹可以施展各种特異能力，打敗因心智扭曲而产生的精神生物。

## 玩法
《腦航員2》是一款第三身的單人平台遊戲。玩家控制從家庭馬戲團逃走的10歲小孩莱兹（全名「莱兹普廷·艾奎托」），透過精神力量進入其他人的心靈世界。

## 簡介

### 設定
《腦航員2》發生在人類擁有特異能力的虛擬世界，這種能力源自由流星帶來的虛構物質Psitanium。腦航員是一個超級間碟組織，專注於研究人類心理的科技研究及心理技術發展。
在《腦航員》中，玩家角色莱兹是一名年輕的雜技演員，對腦航員組織很著迷，但家人卻害怕他的特異能力。他決定逃離家人，並潛入了專門招攬腦航員組織新人的Whispering Rock夏令營。在夏令營，他協助阻止Loboto博士的和Oleander教練的計劃，令他們無法偷取營友以及特工們的大腦，同時與組織創始人Ford Cruller。其後，莱兹的父親奧古斯都接受了兒子想成為間諜的目標，並透露自己擁微有弱的特異能力。《脑航员：菱形废墟》的故事緊隨《腦航員》的結尾，莱兹與組織成員一起營救被 Loboto 博士俘虜的組織高層Truman Zanotto。

### 角色

##### 莱兹家庭
莱兹的家庭成員都是馬戲團的一員。在《腦航員2》他們首次出現在腦航員組織外的Questionable Area地區。
- Razputin "Raz" Aquato 莱兹
- Augustus Aquato - 莱兹的父親，擁有特異能力
- Donatella Aquato - 莱兹的母親，
- Dion Aquato - 莱兹的大哥
- Frazie Aquato - 莱兹的姐姐
- Mirtala Aquato - 莱兹的妹妹
- Queenpie Aquato - 莱兹的弟弟
- Nona Aquato - 莱兹的祖母

##### 腦航員間碟/員工
- Ford Cruller - Psychic Six領導者
- Otto Mentallis - Psychic Six成員，主力幫助Nein及開發新的特異能力工具
- Compton Boole - Psychic Six成員，開創與動物進行心靈感應的特異能力
- Bob Zanotto - Psychic Six成員，Truman Zanotto的叔叔，能夠與植物溝通
- Helmut Fullbear - Psychic Six成員
- Cassie O'Pia - Psychic Six成員
- Truman Zanotto - 腦航員組織的領導者，Lili Zanotto的父親
- Hollis Forsythe - 腦航員組織的第二號人物，亦管理組織的預算及見習員計劃
- Nick Johnsmith - 在郵件室工作，腦航員組織唯一沒有物異能力的員工
- Milla Vodello - 著名的巴西特工，Sasha Nein的拍檔
- Sasha Nein - 著名的德國特工，Milla Vodello的拍檔
- Dr. Caligosto Loboto - 無牌牙醫，《腦航員》、《脑航员：菱形废墟》的敵人角色
- Morceau Oleander - Whispering Rock夏令營的主教練，《脑航员》的其中一名首領，《脑航员：菱形废墟》及《腦航員2》成為莱兹的導師。

##### 腦航員見習員
- Lili Zanotto
- Sam Boole
- Adam Gette
- Morris Martinez
- Gisu Merumen
- Morma Natividad
- Lizzie Natividad

## 開發

### 背景
《腦航員》是Double Fine的首個遊戲製作，於 2005 年發布。雖然剛推出時銷情欠佳，但因其角色和寫作而受到輿論高度評價，獲得粉絲的狂熱支持。發布後幾年間，粉絲和遊戲記者要求 Double Fine 的負責人謝弗開發遊戲續集。
謝弗曾表示有興趣再次開發《腦航員》系列，團隊亦為遊戲角色建構了更大的故事框架。Double Fine 就續集開發這個想法與收個發行商接洽，但沒有出版商表示興趣。根據 Schafer 的說法，出版商認為概念過於創新。开发成本的問題使進度停滞数年。
2011年，Double Fine从Majesco娱乐公司取回《脑航员》的版权，使他们能够在新平台上重新发布该游戏。游戏在新平台销售理想，玩家对续集的需求也有所增加。
Double Fine通过Fig的众筹和投资活动，計劃籌集330万美元资本，並宣布开发《脑航员2》。到2016年初，该活动筹集近400万美元。2017年Starbreeze工作室取得《脑航员2》发行權，並承諾投資800萬美元，但Starbreeze在2018年面臨財政問題並須重組。2019年微软收购Double Fine，作为Xbox游戏工作室的一部分，同时並以1320萬美元从Starbreeze获得出版权。这次收购使Double Fine能够按照原先的設計完成游戏，毋須放弃遊戲内容。